# Строчин
Строчин (слч. Stročín) насељено је мјесто са административним статусом сеоске општине (слч. obec) у округу Свидњик, у Прешовском крају, Словачка Република.

## Становништво
| Година:    | 1994. | 2004.    | 2014.    | 2024.   |
| ---------- | ----- | -------- | -------- | ------- |
| Број људи: | 406   | 499      | 559      | 572     |
| Разлика:   |       | +22,90 % | +12,02 % | +2,32 % |

| Година:    | 2023. | 2024.   |
| ---------- | ----- | ------- |
| Број људи: | 568   | 572     |
| Разлика:   |       | +0,70 % |

Према подацима о броју становника из 2024. године насеље је имало 572 становника.